# Artur Loureiro
Artur José de Sousa Loureiro (Porto, 11 février 1853 — Terras de Bouro, 7 juillet 1932) est un peintre naturaliste portugais qui a vécu une quinzaine d'années en Australie.

## Biographie
Il prend ses premières leçons de dessin et de peinture auprès de son ami António José da Costa (1840-1929). Il fréquente ensuite l'École supérieure des beaux-arts de Porto, où il étudie avec João António Correia (en). En 1875, il se rend à Rome avec le soutien de son patron Delfim Deodato Guedes (1842-1895), futur Comte d'Almedina (pt).

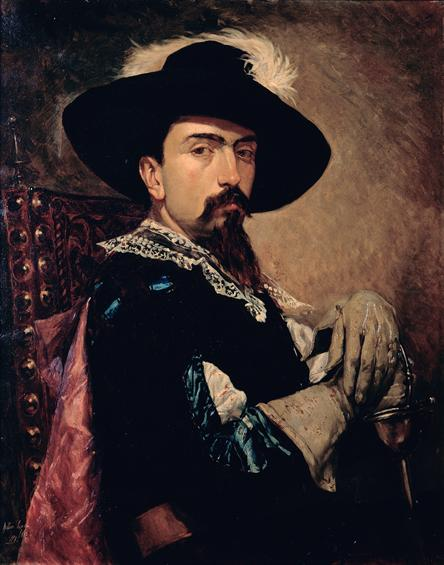
Portrait de Delfim Deodato Guedes (1876).

En 1879, il s'installe en France avec une bourse pour étudier à l'École des Beaux-arts de Paris ; il vit au quartier latin et obtient un poste dans l'atelier d'Alexandre Cabanel. Il expose au Salon de 1880 à 1882, avec ses collègues peintres portugais João Marques de Oliveira, António Silva Porto, José Júlio de Souza Pinto, Columbano Bordalo Pinheiro et João Vaz. En France, il a rencontré Marie Huybers (la jeune sœur de la romancière Jessie Couvreur (en)), qu'il a épousée, mariage qui violait les conditions de sa bourse. Il a cherché à obtenir une autre bourse, mais la maladie l'a empêché de soumettre sa candidature. Il a ensuite déménagé à Londres, où ses expositions ont retenu l'attention, mais où il n'a pu rester, sa santé nécessitant un climat plus chaud.

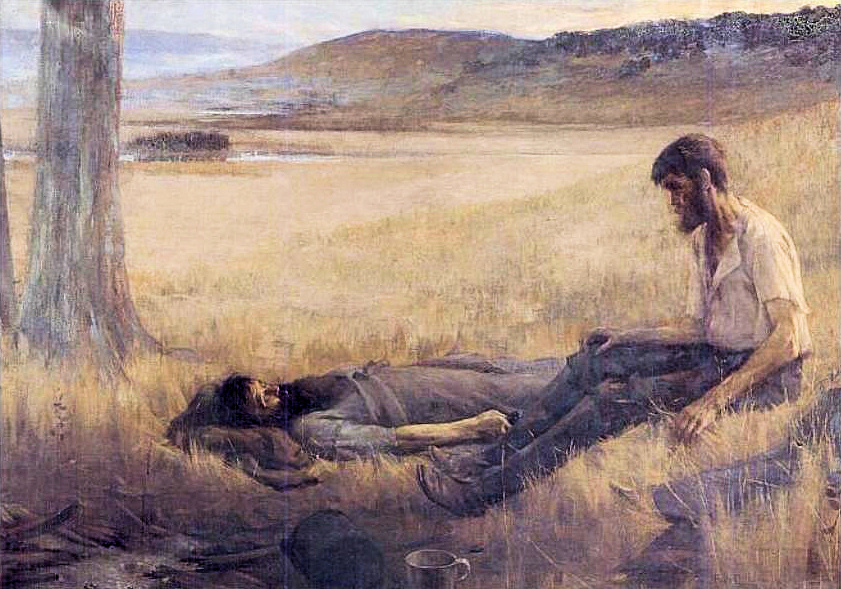
La mort de Burke (1892), collection privée.

En 1884, il a émigré avec sa femme en Australie, où celle-ci était née, bien qu'il parle peu anglais (Marie et lui se parlaient en français), et s'est installé à Melbourne. L'année suivante, il a rejoint la première Australian Art Association, qui a fusionné avec la Victorian Artists Society (en) en 1888. Il est devenu professeur de dessin au Presbyterian Ladies' College (en), a siégé dans plusieurs jurys d'art et a été nommé inspecteur de la National Gallery of Victoria.
Après la mort de Marie en 1901, il est retourné à Porto, où il a créé un atelier au « Crystal Palace » (une salle d'exposition sur le modèle de celle de Londres). Celui-ci est rapidement devenu un lieu de rassemblement pour les artistes locaux et leurs étudiants. Son fils unique a été tué pendant la Première Guerre mondiale et il s'est remarié en 1918.
En mars 1932, il a été fait commandeur de l'Ordre de Sant'Iago de l'Épée. Il est mort subitement en juillet 1932, lors d'un séjour à la campagne pour peindre des paysages.